# 湯川直春
湯川 直春（ゆかわ なおはる）は、戦国時代から安土桃山時代にかけての武将。紀伊国亀山城主。名は湯河 直春とも書く。

## 生涯
湯河氏（湯川氏）の当主・直光の子として誕生。湯河氏は紀伊国日高郡小松原（御坊市湯川町小松原）を本拠とし、日高平野一帯を支配していた。
永禄5年（1562年）5月20日、紀伊国守護・畠山高政の麾下で、父・直光は三好長慶と戦い、敗死（教興寺の戦い）。このため、直春が跡を継いだ。同年7月、家督継承にあたって雑賀衆と起請文を交わしており、同盟関係の継続を確認している。
元亀元年（1570年）、摂津国の野田・福島で織田信長と三好三人衆が戦った際、直春は玉置氏とともに織田方に加勢した（野田・福島の戦い）。天正元年（1573年）12月に、信長と対立した将軍・足利義昭が紀伊国由良興国寺に下向してきた際、義昭は直春に協力を要請している。天正4年（1576年）の木津川口の戦いでは本願寺方が信長に勝利しているが、直春は本願寺関係者に勝利を祝う書状を送っており、本願寺に味方していた。
天正12（1584年）3月、羽柴秀吉と徳川家康の間で小牧・長久手の戦いが始まると、直春は雑賀衆や根来衆らとともに徳川方として兵を挙げた。
天正13年（1585年）3月、秀吉は紀州征伐を開始。直春は抗戦を決定したが、有田郡の白樫氏や神保氏、日高郡の玉置氏は秀吉に帰順した。直春は娘婿でもある玉置直和の居城・手取城（日高川町和佐）に兵を差し向けたが、仙石秀久や中村一氏ら羽柴軍が迫ってきたため、亀山城に火をかけ、本拠の小松原を撤退。熊野山中に入り、近露（田辺市中辺路町近露）の横谷氏の館へと入った。
3月28日、羽柴方の杉若無心や仙石秀久らは湯河氏が放棄した湯河教春の城・泊城（田辺市芳養町井原）へと入る。4月1日、仙石秀久、尾藤知宣、藤堂高虎が1,500の兵で近露に向ったところ、潮見峠で直春の迎撃にあって引き下がったという（『湯川記』）。この後、7月まで羽柴方と直春らの争いは続き、最終的に両者は和睦。和睦の条件として本知安堵があったとされる。
翌天正14年（1586年）、直春は死去した。直春の死については病死説の他、同年2月に大和郡山で羽柴秀長に謁見したのちそのまま留めおかれ、7月に毒殺されたとする説（『湯川記』）などがある。
子・丹波守（勝春、光春）は秀長に仕えて3,000石を領した。秀長の没後は浅野氏に仕え、やがて浅野長晟とともに安芸国へと移った。